# Michael Stone (Extremist)
Michael Stone (* 2. April 1955 in Birmingham) ist ein verurteilter militanter Extremist der protestantischen Mehrheit in Nordirland.

## Milltown
1988 verübte er einen Anschlag auf Trauergäste auf dem katholischen Milltown Cemetery in Belfast. Auf diesem Friedhof wurden häufig Mitglieder republikanischer Untergrundgruppierungen wie der IRA oder der INLA beigesetzt. Am 16. März 1988 wurden drei IRA-Aktivisten beerdigt, die von der britischen Spezialeinheit SAS in Gibraltar erschossen worden waren. Stone warf Handgranaten auf die Friedhofbesucher und feuerte mit einer Pistole, wobei drei Personen getötet und sechzig weitere verletzt wurden. Beamte der Royal Ulster Constabulary nahmen ihn fest und hielten die aufgebrachte Menge davon ab, ihn an Ort und Stelle zu lynchen. Von der Tat existieren Filmaufnahmen, die dem Anschlag einen zusätzlichen Bekanntheitsgrad verschafften.

## Haft
Während seines Prozesses gab Stone zu, drei weitere Katholiken erschossen zu haben, und wurde wegen mehrfachen Mordes zu lebenslanger Haft verurteilt. Seine Gefängnisstrafe saß er im Maze Prison ab, wo bereits viele andere Straftäter aus militanten protestantischen Gruppen inhaftiert waren. Stone stieg dort später zu einem Anführer der Ulster Freedom Fighters auf. Als solcher verhandelte er mit Mo Mowlam über die Unterstützung des Karfreitagsabkommens durch Loyalisten. Im Zuge der Umsetzung des Abkommens kam er im Jahr 2000 vorzeitig frei.

## Stormont
Am 24. November 2006 betrat Michael Stone das Parlamentsgebäude Stormont Castle in Belfast. Er war bewaffnet mit einer Pistole, einem Messer und einer funktionsfähigen Bombe. Mit dieser gewalttätigen Aktion protestierte er gegen die Beteiligung von Mitgliedern der republikanischen Sinn-Féin-Partei an der neu zu konstituierenden Lokalregierung in Nordirland. Stone wurde noch im Eingangsbereich von Sicherheitsbeamten des Parlaments überwältigt. Nach seiner Verhaftung wurde gegen ihn Anklage erhoben, unter anderem wegen versuchten Mordes und unerlaubten Besitzes von Schusswaffen und Sprengmitteln. Stone selbst versuchte sein Handeln im Nachhinein als bloße Performancekunst zu verharmlosen. Der mit dem Fall betraute Belfast Crown Court folgte dieser Darstellung jedoch nicht und befand ihn am 14. November 2008 für schuldig in allen Punkten und verhängte eine Strafe von 16 Jahren Gefängnishaft. Im Jahr 2021 wurde Stone auf Bewährung entlassen, nachdem die Hinterbliebenen seiner Opfer vergeblich rechtliche Schritte unternommen hatten, um seine vorzeitige Entlassung zu verhindern.